# Capriccio sopra la lontananza del suo fratello dilettissimo
Le Capriccio sopra la lontananza del suo fratello dilettissimo (Capriccio - ou caprice - sur le départ de son frère bien-aimé, BWV 992) est une œuvre de jeunesse de Johann Sebastian Bach destinée au clavecin, en si bémol majeur.

## Contexte
Cette pièce en six mouvements a été composée, vraisemblablement en 1704, à l'occasion du départ de Johann Jakob, son frère aîné auquel il était très lié, pour la Suède où il a été embauché en tant qu'hautboïste de la garde d'honneur de Charles XII.
C'est le seul exemple de musique à programme composée par Bach, peut-être inspiré par les Sonates bibliques de Johann Kuhnau qui ont été publiées à Leipzig en 1700. D'autres exemples antérieurs de musique à programme, parfois autobiographiques, existent dans l'œuvre pour clavecin de Johann Jakob Froberger que Bach connaissait et admirait : ils ont aussi pu l'inspirer. Comme dans les œuvres de ces deux précurseurs, chaque mouvement est accompagné de commentaires précis sur ce que la musique illustre.

## Structure
1. Arioso : Adagio - Ist eine Schmeichelung der Freunde, um denselben von seiner Reise abzuhalten (Ce sont les pressions affectueuses de ses amis pour le dissuader de son voyage), 17 mesures
2. Andante - Ist eine Vorstellung unterschiedlicher Casuum, die ihm in der Fremde könnten vorfallen (C'est une présentation des différentes mésaventures qui peuvent lui arriver à l'étranger), 19 mesures
3. Adagiosissimo - Ist ein allgemeines Lamento der Freunde (C'est un Lamento [une lamentation] général[e] de ses amis), 49 mesures
4. Andante con moto - Allhier kommen die Freunde (weil sie doch sehen, dass es anders nicht sein kann) und nehmen Abschied (De partout viennent ses amis - qui voient bien que le sort en est jeté[1] - pour lui dire Adieu[2]), 11 mesures
5. Aria di postiglione. Allegro poco, (Air de postillon), 12 mesures
6. Fuga all'imitazione della cornetta di postiglione, (Fugue imitant le cor de postillon), 58 mesures.